# احتراق (فلم)
احتراق (بالكورية: 버닝) هو فيلم إثارة نفسي كوري جنوبي من إخراج لي تشانغ-دونغ وبطولة يو آه إن، ستيفن يون وجيون جونغ-سيو، صدر الفيلم في كوريا الجنوبية في 17 مايو 2018.

## القصة
جونغ سو، عامل يعمل بدوام جزئي، يتعرف على هاي مي، التي تعيش في نفس المنطقة التي يعيش بها، وتقرر في يوم من الأيام أن تطلب منه أن يراعي قطتها خلال رحلتها إلى إفريقيا، ولدى عودتها مع حبيبها الجديد بن، تعرف جونغ سو على حبيبها الذي يعترف بهوايته السرية له.

## روابط خارجية
- مقالات تستعمل روابط فنية بلا صلة مع ويكي بيانات